# Артистичний вісник

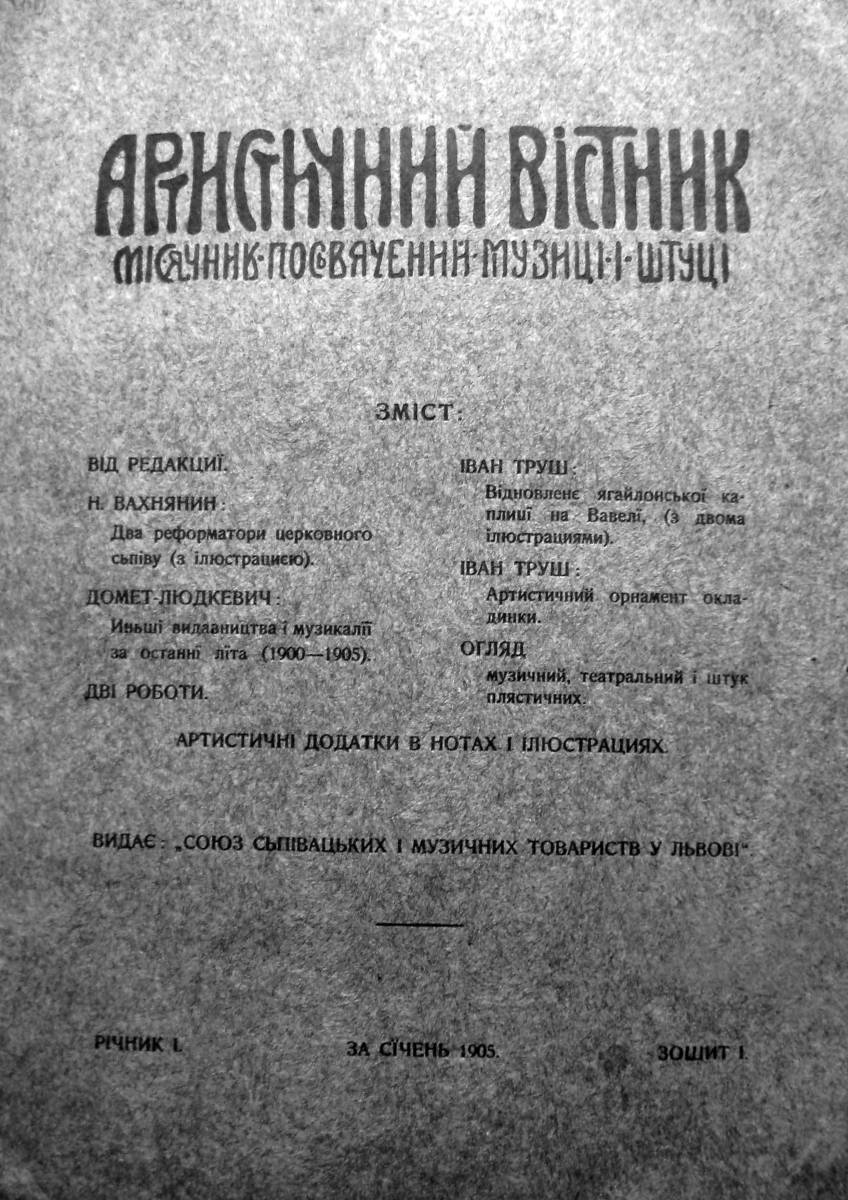
Журнал «Артистичний вісник» за січень 1905 г.

«Артисти́чний ві́сник» — часопис, присвячений образотворчому мистецтву, музиці і театру.
Організований художником Іваном Трушем та композитором Станіславом Людкевичем, видавався «Союзом співацьких і музичних товариств у Львові» протягом 1905—1907.
В ньому друкували наукові і критичні статті Іван Труш, Станіслав Людкевич, Філарет Колесса, Гнат Хоткевич. В «Артистичному віснику» співробітничав Іван Франко («Думки профана на музикальні теми», «Наша театральна мізерія»).